# آگوستو ساکای
آگوستو ساکای (انگلیسی: Augusto Sakai؛ زادهٔ ۱۹ مهٔ ۱۹۹۱) ورزشکار هنرهای رزمی ترکیبی اهل برزیل است. وی از سال ۲۰۱۱ میلادی تاکنون مشغول فعالیت بوده‌است.